# Назарио Сауро
Назарио Сауро (Копар, 20. септембар 1880 — Пула, 10. август 1916) био је италијански иридентиста. Погубљен је за велеиздају од Аустроугарске.

## Живот
Почео је веома млад, активност морнара,и већ са двадесет година постао је капетан теретног брода. Веслачки клуб Либертас у Копру чији је члан био и Назарио Сауро,постаће тих година право иредентистичко легло.

## Ратни идеали
Касније, у 1910 години, запослио се у фирми чији бродови су повезивали луке Истре и Далмације са пристаништем Сан Ђорђо ди Ногаре код Удина. Назарио Сауро промовише уједињење Истре у Краљевину Италију. Без обзира што сеКопар у то време налази у саставу Аустријског приморја, многи од агитатора и иредентиста из Истре се добровољно уписују у италијанску краљевску војску. Неки су заробљени и објешени као издајници од стране Аустријанаца.

## Завереник на страни Албанаца
Између 1908 и 1913 године , Назарио Сауро интензивно испоручује илегалне пошиљке и велике количине оружја и муниције побуњеницима у Албанији. У тим годинама, много албанских избеглица похрлило је у Трст. Због посебног географског и политичког положаја, Трст је постао место окупљања свих агитатора и иредентиста. За потребе тајних транспорта набављају мали једрењак под називом „Тацит“.

## Hа ратним мисијама
Пред почетак Првог свјетског рата , Назарио Сауро је отишао у Венецију. Када се 1915 Италија придружила Антанти 1915, ступио је у италијанску морнарицу. У 14 мјесеци рада, Сауро је обавио преко шездесет мисија. На почетку је био запослен као пилот на малим торпедним чамцима у брзим акцијама. Убрзо почиње да руководи постављањем мина уз обале Истре , Далмације,и стварањем барикада пред аустријским лукама или обалним путевима. У том периоду у са сарадницима направио је детаљне мапе планинских предела северне Албаније, и планинског предела северне Црне Горе са тромеђом према планинским пределима Босне и Херцеговине. У јуну 1916, унапређен је у потпуковника , и награђен сребрном медаљом.

## Последња мисија
Назарио Сауро је 30. јула, 1916 иcловио из Венеције на подморници , да изврше саботажу и спроведу рацију у тада угарској луци Ријеци. Приликом уласка подморнице у Кварнерски залив подморница је ударила у стијену. Посаду је пресрео аустроугарски разарач „Сателит“, cви cу ухапшени и затворени. Назарио Сауро је препознат и за његов претходни чин издаје стављен пред војни cуд у Пули. Осуђен је на смрт вјешањем.

## Херој Италије
Назарио Сауро је остао упамћен као херој Италије и покрета рођења албанске националне свести и независности,Историја Албаније.
,Амбасада Италије у Тирани,културно историјска сећања 1912-2012]</ref>. 
Ексхумација и пренос тела Назариjа Саура с војног гробљa из Пуле 9. марта 1947 координирало је удружење италијанских партизана из Пуле. Назарио Сауро почива у храму на Лиду у Венецији.
Два брода италијанске морнарице су названа у његову част: 
Разарач " Назарио Сауро“, изграђен 1926, потонуо 1941. 
Подморница“ Назарио Сауро“, саграђена 1980, повучена из употребе 2009 
Више од четрдесет школа свих нивоа у Италији носи назив „Назарио Сауро“.